# Cristhian Paredes
Cristhian Fabián Paredes Maciel (sinh ngày 18 tháng 5 năm 1998) là một cầu thủ bóng đá người Paraguay hiện tại thi đấu cho câu lạc bộ Portland Timbers.

## Sự nghiệp
Cristhian Paredes là thành viên đội tuyển U-17 Paraguay tham dự Giải vô địch bóng đá U-17 thế giới 2015 tổ chức tại Chile. Anh có trận ra mắt đội tuyển quốc gia Paraguay vào năm 2017.